# Közúti baleset

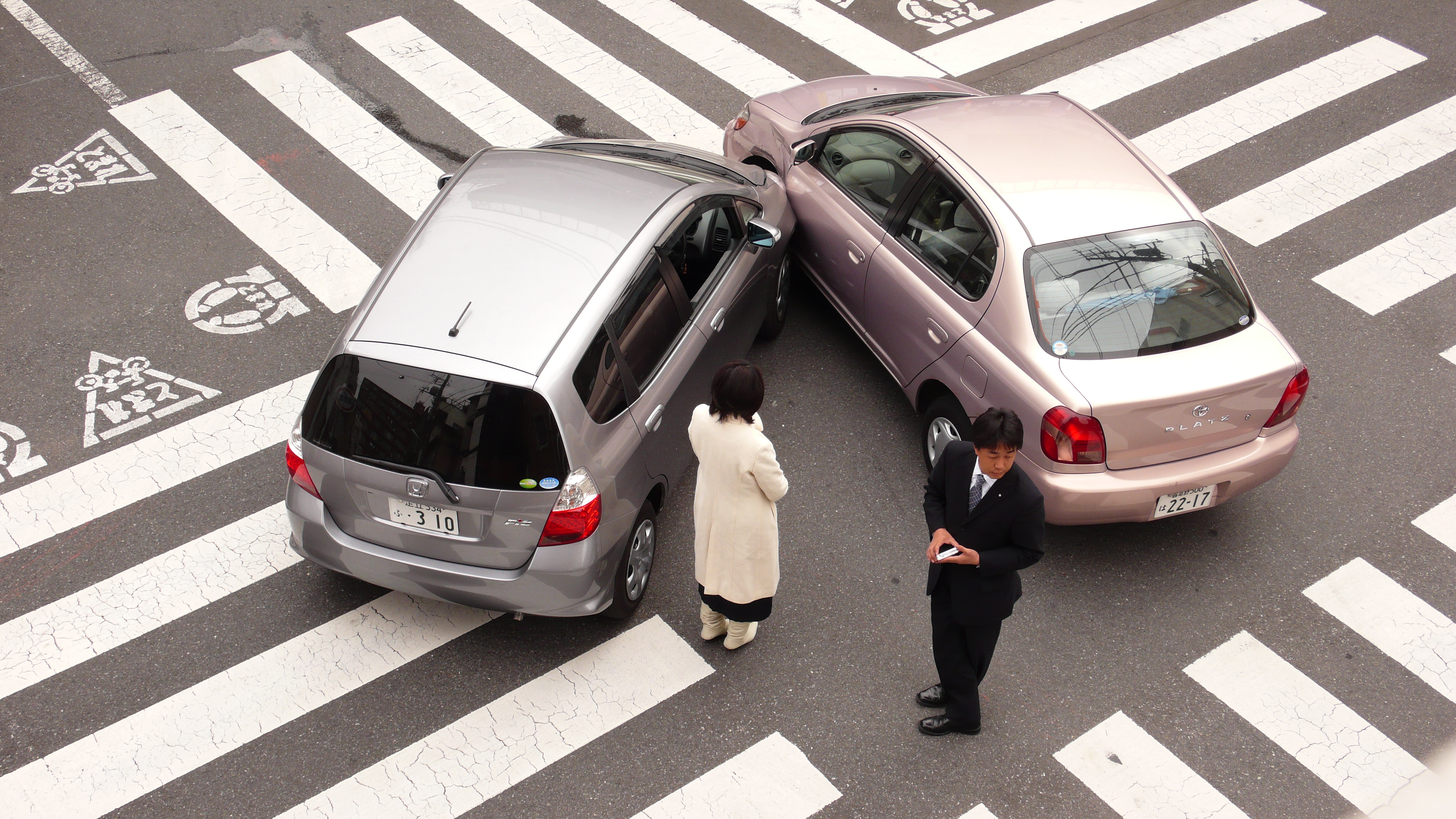
Kétjárműves közúti közlekedési baleset

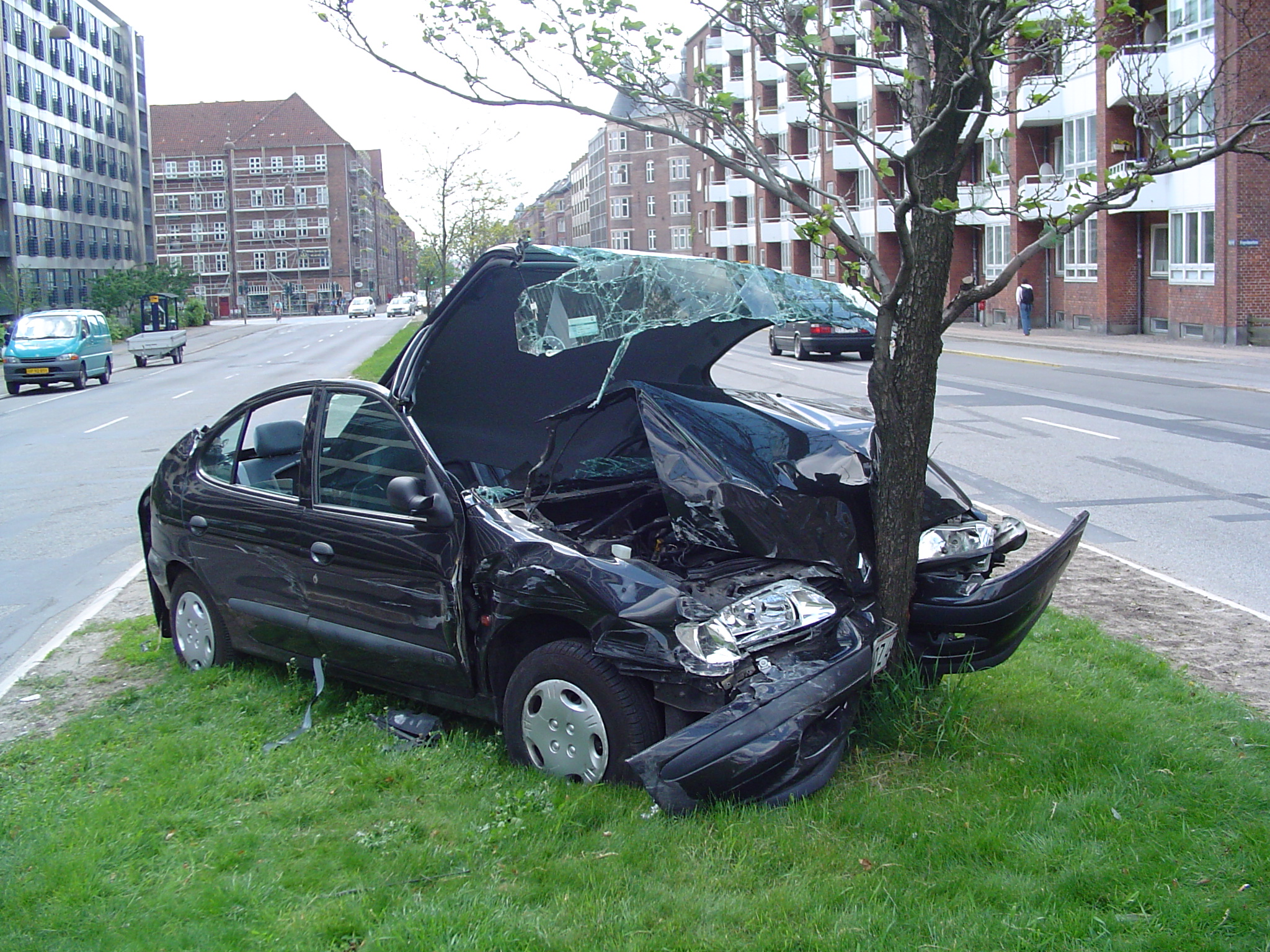
Egyjárműves közúti közlekedési baleset

A közúti baleset olyan, közforgalmú úton történő vagy ilyen útról eredő, váratlanul bekövetkező, nem szándékosan előidézett forgalmi esemény, amelyben legalább egy mozgó járműnek vagy igavonásra alkalmas állatnak szerepe van, és amely következtében anyagi kár keletkezik, vagy személyi sérülés, illetve haláleset történik. 
A KSH módszertanában a közúti-vasúti átjárókban bekövetkezett balesetek „mind a vasúti, mind a közúti közlekedési baleseteknél szerepelnek”.

## Típusai
Súlyosság szerint:
- anyagi káros
- könnyű személysérüléses
- súlyos személysérüléses
- halálos kimenetelű

## Mutatószámai
- abszolút
  - balesetek száma (típusonként)
  - súlyosság (pl.: halálos baleset/1000 baleset)
- relatív (fajlagos)
  - egységnyi úthosszra jutó
  - egységnyi népességre jutó
  - egységnyi futásteljesítményre jutó

## Büntetőjogi vonatkozások
A közúti baleset okozása a Büntető Törvénykönyvben szabályozott bűncselekmény.
A hatályos, 2012. évi C. törvény 235. §-a szerint " Aki a közúti közlekedés szabályainak megszegésével másnak vagy másoknak gondatlanságból súlyos testi sértést okoz, vétség miatt egy évig terjedő szabadságvesztéssel büntetendő.

## Külső hivatkozások
- catchacrash.com (Photos and stories about car accidents posted by people or friends or people who was involved in car accidents.) (angolul)
- baleset-megelozes.eu Az ORFK Országos Balesetmegelőzési Bizottság honlapja (magyarul)
- Európai közúti biztonsági charta (magyarul)
- Európai Bizottság > Közlekedés > Közúti biztonság (angolul)
- Közúti balesetek európai adatbázisa (angolul)
- GotSafety (Safety Tips and Information) (angolul)